# Catalán septentrional de transición

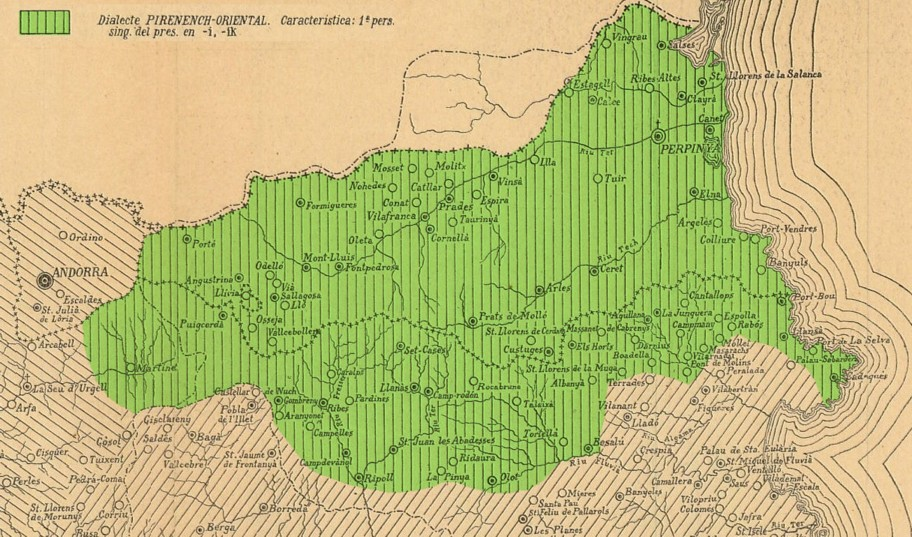
Área máxima de la desinencia en -i(c) de la primera persona según Alcover (1929).

Dialecto septentrional de transición dentro del catalán.

Se denomina catalán septentrional de transición al conjunto de hablas del norte de Cataluña presentes en una franja horizontal, que se extiende entre veinte y treinta kilómetros al sur de la frontera con Francia donde se considera convencionalmente que se acaba esta variedad, es decir, aproximadamente desde Cadaqués en la costa de Gerona hasta el oeste de Martinet en Cerdeña. Esta representa actualmente una zona híbrida que conserva ciertos rasgos comunes con el catalán septentrional pero que se ve constantemente sumergida por la presión del catalán central.

## Del ampurdanés al "catalán septentrional de transición"
Las excrusiones filológicas de Alcove y de Schädel permitieron evidenciar ciertas característias peculiares de esta zona. En consecuencia, en su división dialectal del catalán (1919) Pere Barnils bautizó esta zona con el nombre de empordanès. Antoni Griera lo denominó en 1930 "catalán de Gerona" y fue finalmente Joan Coromines quien le dio, en 1958, su nombre actual.
Las últimas ediciones de los Parlars catalans de Joan Veny sitúan esta variedad dentro del catalán central. Montserrat Adam Aulinas evidenció en su tesis El català septentrional de transició: nova visió des de la morfologia la reculación de las peculiaridades de esta zona.

## Características
Vocalismo tónico característico de ciertas palabras, que cambian /ɔ/ por /o/ (fl o r, h o ra), /ɛ/ por /e/ (paciencia ), y /e/ por /ɛ / ( es s , e ll).
Elisión de -s final del plural en posición prenominal ( comerciantes, moros, ambos ).
Uso de la forma masculina del posesivo en palabras femeninas ( mi casa , mi madre) y algunos cambios de género ( la frío).
Uso de [ut] o [uk] en primera persona singular del presente de indicativo ( cántuto , cántuco en lugar de canto ).
Uso de somos (somos), sueldos (sueldo) y éramos (éramos), digamos (decimos), seamos (somos), trobs (encuentros), iré (iré), corremos (corremos), correvía (corría).
Cierre de las vocales oau: No sé cuándo ir (cómo), ¿ a uno vas? (donde).
Pérdida de /d/ en los grupos N'R y L'R: tiene nr e (tierno), ce nr es (cenizas), cal r e ( calir ).
Uso del auxiliar estar en lugar de haber ( cuándo es peinado , después de cuando es sembrado ).
Uso de la forma no en construcciones negativas (no hacen nada más que esto, no me gusta ) .
Uso de tabé (también) y en la cima de (sobre).